# Élections législatives camerounaises de 1983
Des élections législatives ont eu lieu au Cameroun le 29 mai 1983. Le parti unique, l'Union nationale camerounaise, obtient les 120 sièges.

## Résultats
L'Union nationale camerounaise remporte les 120 sièges. Le taux de participation est de 99,19%.
| Parti                        | Voix      | %    | Sièges |
| ---------------------------- | --------- | ---- | ------ |
| Union nationale camerounaise | 3 628 469 | 100% | 120    |
| Votes blancs/invalides       | 110       | -    | -      |
| Total                        | 3 628 579 | 100% | 120    |